# Cyphocharax gilbert
Cyphocharax gilbert is een straalvinnige vissensoort uit de familie van de brede zalmen (Curimatidae). De wetenschappelijke naam van de soort werd in 1824 gepubliceerd door Quoy & Gaimard.

## Synoniemen
- Curimatus albulus Lütken, 1875 ["albula"][3]
- Pseudocurimata grandocule Fernández-Yépez, 1948